# Émigration nigériane en France
 (mars 2014).
Si vous disposez d'ouvrages ou d'articles de référence ou si vous connaissez des sites web de qualité traitant du thème abordé ici, merci de compléter l'article en donnant les références utiles à sa vérifiabilité et en les liant à la section « Notes et références ».
L’immigration nigériane en France désigne l’installation en France, d’étrangers d’origine nigériane. Ils forment l'une des plus petites communautés africaines du pays.

## Historique
Les premiers émigrants nigérians sont arrivés en France dans les années 1970, pendant la guerre du Biafra.
À partir des années 1980 et dans la décennie 1990, de nombreux Nigérians, poussés par la pauvreté et les troubles politiques dans leur pays ont massivement commencé à s’installer en France. Aujourd'hui, cette immigration est en augmentation.
Selon le MPI – Migration Police Institute –, environ 1 425 personnes d’origine nigériane vivraient en France, formant ainsi l’une des plus petites communautés africaines du pays. Mais ce chiffre est peu fiable, étant donné le grand nombre de Nigérians vivant illégalement sur le territoire.
Cependant, depuis une dizaine d'années, leur nombre est en augmentation constante.
Selon l'INSEE, 11 800 personnes d'origine nigériane vivaient en France en 2017.

## Répartition
La majorité de la diaspora nigériane présente en France habite Paris (le 18e arrondissement, notamment) et sa banlieue. Il y a également une importante communauté à Marseille. De nombreux Nigérians séjournent également de "passage" en France, notamment pour rejoindre des pays comme le Royaume-Uni, l'Allemagne, ou les Pays-Bas, où d'importantes communautés de ressortissants nigérians sont implantées.